# Lijst van Eerste Kamerleden 1862-1865
Lijst van Eerste Kamerleden 1862-1865 geeft een overzicht van de leden van de Nederlandse Eerste Kamer in de periode tussen de verkiezingen van 1862 en de verkiezingen van 1865. De zittingsperiode van de Eerste Kamer ging in op 16 september 1862 en eindigde op 17 september 1865.
De Eerste Kamer telde 39 leden, gekozen door de leden van Provinciale Staten in de elf provincies. Eerste Kamerleden werden gekozen voor een termijn van negen jaar; om de drie jaar werd een derde deel van de Eerste Kamer vernieuwd.
| Naam                                    | groepering          | provincie     | begindatum        | einddatum         | refs   |
| --------------------------------------- | ------------------- | ------------- | ----------------- | ----------------- | ------ |
| Tjaard van Andringa de Kempenaer        | conservatieven      | Friesland     | 15-09-1856 [ d ]  | 17 september 1865 | [ 1 ]  |
| Hans van Aylva van Pallandt             | conservatieven      | Gelderland    | 16 september 1862 | 17-09-1871 [ e ]  | [ 2 ]  |
| Hendrik van Beeck Vollenhoven           | gematigde liberalen | Noord-Holland | 15-09-1856 [ d ]  | 17 september 1865 | [ 3 ]  |
| Louis Beerenbroek                       | gematigde liberalen | Limburg       | 15-09-1856 [ d ]  | 17 september 1865 | [ 4 ]  |
| Dominicus Blankenheym                   | liberalen           | Zuid-Holland  | 15-09-1856 [ d ]  | 17 september 1865 | [ 5 ]  |
| Willem Boreel van Hogelanden            | gematigde liberalen | Noord-Holland | 16 september 1862 | 17-09-1871 [ e ]  | [ 6 ]  |
| Frederik Bosch van Drakestein           | conservatieven      | Noord-Holland | 16 september 1862 | 17-09-1871 [ e ]  | [ 7 ]  |
| Willem Cost Jordens                     | liberalen           | Overijssel    | 16 september 1862 | 17-09-1871 [ e ]  | [ 8 ]  |
| Coos Cremers                            | liberalen           | Groningen     | 20-09-1859 [ f ]  | 20-09-1868 [ g ]  | [ 9 ]  |
| Hermanus van den Dries                  | gematigde liberalen | Noord-Brabant | 15-09-1856 [ d ]  | 21 april 1863     | [ 10 ] |
| Frans van Eysinga                       | liberalen           | Friesland     | 20-09-1859 [ f ]  | 20-09-1868 [ g ]  | [ 11 ] |
| Jan Fransen van de Putte                | gematigde liberalen | Zeeland       | 20-09-1859 [ f ]  | 20-09-1868 [ g ]  | [ 12 ] |
| Cornelis Geertsema                      | liberalen           | Groningen     | 14 april 1864     | 17-09-1871 [ e ]  | [ 13 ] |
| Abraham Hartevelt                       | liberalen           | Zuid-Holland  | 15-09-1856 [ d ]  | 23 september 1863 | [ 14 ] |
| Cornelis Hartsen                        | conservatieven      | Noord-Holland | 20-09-1859 [ f ]  | 20-09-1868 [ g ]  | [ 15 ] |
| Jacob van Heeckeren van Wassenaer       | conservatieven      | Overijssel    | 20-09-1859 [ f ]  | 20-09-1868 [ g ]  | [ 16 ] |
| Johan van der Heim van Duivendijke      | conservatieven      | Zuid-Holland  | 16 september 1862 | 4 april 1865      | [ 17 ] |
| Johan Hein                              | liberalen           | Zuid-Holland  | 18 mei 1865       | 17-09-1871 [ e ]  | [ 18 ] |
| Johannes Hengst                         | gematigde liberalen | Noord-Brabant | 16 juni 1863      | 17 september 1865 | [ 19 ] |
| Otto 't Hooft van Benthuizen            | gematigde liberalen | Zuid-Holland  | 15-09-1856 [ d ]  | 17 september 1865 | [ 20 ] |
| Joan Huydecoper van Maarsseveen         | conservatieven      | Utrecht       | 20-09-1859 [ f ]  | 20-09-1868 [ g ]  | [ 21 ] |
| Cornelis van der Lek de Clercq          | conservatieven      | Zeeland       | 16 september 1862 | 17-09-1871 [ e ]  | [ 22 ] |
| Eduardus van Meeuwen                    | gematigde liberalen | Noord-Brabant | 16 september 1862 | 17-09-1871 [ e ]  | [ 23 ] |
| Jan Messchert van Vollenhoven           | conservatieven      | Noord-Holland | 14 april 1864     | 20-09-1868 [ g ]  | [ 24 ] |
| Franciscus Michiels van Kessenich       | gematigde liberalen | Limburg       | 20-09-1859 [ f ]  | 20-09-1868 [ g ]  | [ 25 ] |
| Carolus van Nispen van Pannerden        | conservatieven      | Gelderland    | 20-09-1859 [ f ]  | 20-09-1868 [ g ]  | [ 26 ] |
| Carel Nobel                             | liberalen           | Gelderland    | 8 december 1862   | 17-09-1871 [ e ]  | [ 27 ] |
| Frederic van der Oudermeulen            | gematigde liberalen | Noord-Holland | 20-09-1859 [ f ]  | 6 maart 1864      | [ 28 ] |
| Johan Philipse                          | conservatieven      | Zuid-Holland  | 16 september 1862 | 17-09-1871 [ e ]  | [ 29 ] |
| Johan Wichers Quintus                   | gematigde liberalen | Groningen     | 16 september 1862 | 14 februari 1864  | [ 30 ] |
| Cornelis van Rhemen van Rhemershuizen   | gematigde liberalen | Gelderland    | 20-09-1859 [ f ]  | 20-09-1868 [ g ]  | [ 31 ] |
| Leendert Rijsterborgh                   | liberalen           | Noord-Brabant | 20-09-1859 [ f ]  | 14 september 1864 | [ 32 ] |
| Louis van Sasse van Ysselt              | liberalen           | Noord-Brabant | 15-09-1856 [ d ]  | 17 september 1865 | [ 33 ] |
| Napoleon Sassen                         | liberalen           | Noord-Brabant | 16 september 1862 | 17-09-1871 [ e ]  | [ 34 ] |
| Willem Schimmelpenninck van der Oye     | conservatieven      | Gelderland    | 15-09-1856 [ d ]  | 17 september 1865 | [ 35 ] |
| Hendrik Smit                            | gematigde liberalen | Noord-Holland | 20 september 1864 | 17 september 1865 | [ 36 ] |
| Gerard van Swinderen                    | liberalen           | Friesland     | 16 september 1862 | 17-09-1871 [ e ]  | [ 37 ] |
| Joost Taets van Amerongen tot Natewisch | conservatieven      | Utrecht       | 15-09-1856 [ d ]  | 17 september 1865 | [ 38 ] |
| Wyncko Tonckens                         | conservatieven      | Drenthe       | 15-09-1856 [ d ]  | 17 september 1865 | [ 39 ] |
| Hermanus Verschoor                      | gematigde liberalen | Noord-Brabant | 12 december 1864  | 20-09-1868 [ g ]  | [ 40 ] |
| Louis de Villers de Pité                | gematigde liberalen | Limburg       | 16 september 1862 | 17-09-1871 [ e ]  | [ 41 ] |
| Theodorus Viruly                        | liberalen           | Zuid-Holland  | 16 september 1862 | 20-09-1868 [ g ]  | [ 42 ] |
| Joost van Vollenhoven                   | liberalen           | Zuid-Holland  | 29 oktober 1863   | 17 september 1865 | [ 43 ] |
| Jan de Vos van Steenwijk                | gematigde liberalen | Overijssel    | 15-09-1856 [ d ]  | 17 september 1865 | [ 44 ] |
| Anthony van Weel                        | liberalen           | Zuid-Holland  | 20-09-1859 [ f ]  | 20-09-1868 [ g ]  | [ 45 ] |
| Jan van Wessem                          | gematigde liberalen | Noord-Holland | 15-09-1856 [ d ]  | 18 juni 1864      | [ 46 ] |